# Bitwa pod Gniewem
Bitwa pod Gniewem – starcie zbrojne, które miało miejsce w dniach od 22 września do 1 października 1626 roku pomiędzy siłami Rzeczypospolitej i Szwecji. Armią polską dowodził król Polski Zygmunt III Waza, zaś armią szwedzką – król Szwecji Gustaw Adolf. W zasadzie obie strony osiągnęły swoje cele - Polacy nie utracili Gdańska, a Szwedzi nie dali się rozbić i nie stracili Gniewu, co miało dla nich duży wymiar prestiżowy. Bitwa ta jest niesłusznie uważana za porażkę wojsk polskich, a także za pierwszą porażkę husarii (bitwa pod Dobryniczami w roku 1605 została przegrana mimo udziału polskich husarzy). Szarża husarii pod Gniewem nie załamała się z powodu rzekomej „siły ognia Szwedów”, bo ta była tak naprawdę wciąż znikoma, ale przez trudny teren, na co są liczne dowody („jazdą trudno było co począć między gęstemi rowami” - S. Żurkowski, „Żywot Tomasza Zamojskiego kanclerza wielkiego koronnego”, „[nieprzyjaciel] mało się ze wsi wychylał, usadziwszy tylko przy płotach, po rowach, które tam gęste” - Z. Koniecpolski „Diariusz Wojny w Prusach”).

## Geneza
Po zajęciu Inflant w lipcu 1626 w Piławie wylądował korpus szwedzki w sile około 13 000 żołnierzy i 80 dział, zajmując Braniewo, Frombork, Tolkmicko, Elbląg, Malbork, Tczew, Gniew i Puck. Głównym celem szwedzkim był Gdańsk, na którego odsiecz wyruszył król Zygmunt III Waza na czele 6 780 jazdy (w tym 4 000 husarii), 4 430 piechoty z 20 działami.

## Przebieg bitwy

### Pierwsze starcie
Gustaw Adolf, mający przy sobie 8150 piechoty, 1700 jazdy i 74 działa, próbował stworzyć bazę operacyjną do ataku na Gdańsk.  W tym celu rozpoczął budowę mostu na Wiśle wiodącego do Wielkich Żuław. Na wieść o oblężeniu Gniewu przez Zygmunta III ruszył na odsiecz i 11 września zajął Walichnowy. Oblegający Gniew Zygmunt III (6 780 jazdy, 4 430 piechoty i 20 dział) przesunął swe siły na północ pod Ciepłe, a następnie zajął pozycje na stromym brzegu. Pod miastem został tylko jeden pułk.
Wartość bojowa armii królewskiej była nierówna, gdyż obok husarii, zaciężnej rajtarii i jazdy kozackiej, a także piechoty niemieckiej, były jednostki o niższej wartości, jak chorągwie prywatne, ochotnicze poczty szlacheckie oraz słabiej uzbrojone i wyszkolone roty piechoty polskiej i węgierskiej. Armia szwedzka znacznie przewyższała armię polską siłą ognia. Jednak Szwedzi, pamiętający jeszcze niedawne klęski, obawiali się bitwy w otwartym polu. 22 września Gustaw Adolf wraz z żołnierzami próbował korytarzem (korytarz ten, ograniczony z jednej strony wałem przeciwpowodziowym a z drugiej Wisłą, był wówczas po części zarośnięty dębowym lasem i gęstymi zaroślami) wzdłuż Wisły dotrzeć do Gniewu. Ze wzgórza ruszył pułk Tomasza Zamojskiego który zaatakował Szwedów. Szwedzka piechota została zepchnięta z wału, Zamojski osadził na wale polską piechotę która zaczęła ostrzeliwać Szwedów i nakazał dwóm chorągwiom kozackim uderzyć z boku na regiment piechoty szwedzkiej który został przez nich rozbity, natomiast inny regiment piechoty ostrzelał kozaków jednak obyło się bez wielkich strat w szeregach jazdy kozackiej. Szwedzi wycofali się za swoje umocnienia, ze względu na liczne rowy i szwedzkie umocnienia jazda polska nie mogła szarżować na wroga. Straty pierwszego dnia walk wyniosły dla strony polskiej od 13 do 50 zabitych a dla strony szwedzkiej od 360 do 500 zabitych.
Uważa się, że gdyby Zygmunt III zdążył wprowadzić wszystkie siły, jakimi dysponował, odniósłby zdecydowane zwycięstwo. Nastąpiła teraz kilkudniowa przerwa, podczas której siły szwedzkie zwiększyły się do około 10 000 piechoty i 2 100 jazdy. Armia polska wzrosła do 14 500 żołnierzy (głównie jazda). Ponadto wojska polskie, by zabezpieczyć się przed ponownymi próbami przedarcia się Szwedów do Gniewu wałem wiślanym, wybudowały dwa szańce silnie obsadzone piechotą i artylerią.

### Główna bitwa
29 września walki toczyły się pod wsią Gronowo, w której okopały się wojska szwedzkie. Wojsko polskie wyszło z obozu w pole. Polacy próbowali sprowokować Szwedów aby doszło do bitwy w otwartym polu, wysłano więc harcowników którzy przez dwie godziny podjeżdżali pod same płoty za którymi stała piechota szwedzka ale nie dała się sprowokować (udało się wywabić Szwedów jedynie lisowczykom Mocarskiego, było to stosunkowo daleko od głównego terenu walk i był to jednak sukces krótkotrwały, gdyż Szwedzi zostali pokonani i: „znaczną klęskę [nieprzyjaciel] odniósłszy widząc, że się w pole niebezpiecznie ukazować, już się więcej w pole ukazywać nie śmiał, od płotów tylko i rowów pode wsią [Gronowo] będących, aż do wieczora odstrzeliwał się”). Na pozycje szwedzkie uderzyła polska piechota, która „i Szwedów z zasadzek, i rowów wystrzelała”. Zachęceni tym Polacy ruszyli do szarży. Idąca do szarży jazda polska rozpędziła stojących na przedzie rajtarów szwedzkich, jednak jej natarcie przy grobli nad Brawą zostało powstrzymane, gdyż jazda nie mogła pokonać umocnień i rowów („Musiał pan [Tomasz Zamojski] od rowów, których trudno było przebywać i od onych zasadzek uwieść w zad jeźdźce swoje” – S. Żurkowski). Co do strat husarii źródła milczą - Żurkowski pisze jedynie, że całkowite straty kawalerii wynosiły więcej niż 43 ludzi, ale chodzi tu o walki w całym dniu, także o harce na początku pod stałym ogniem Szwedów. Natomiast autor Diariusza Wojny Pruskiej pisze „nie znalazło się zabitych nad 18, postrzelonych coś więcej” także chodzi tu o walki w całym dniu. Wobec tej szarży narosło mnóstwo nieporozumień. Po pierwsze, nie wiadomo, czy husaria brała udział w szarży – żadne ze źródeł o tym nie wspomina. Można jedynie domniemywać, że jedna z dwóch chorągwi wiedzionych przez Zamojskiego była husarską. Po drugie, błędne jest twierdzenie o sile ognia Szwedów. Sprawę tę dokładnie wyjaśnia Radosław Sikora w książce „Niezwykłe bitwy i szarże husarii”. W skrócie – front szarżujących chorągwi mógł wynosić mniej niż 200, a nie 1100 m, jak chce Jerzy Teodorczyk w swoim opisie bitwy. To skutkuje mniejszą liczbą piechoty i dział, która mogła ostrzelać jeźdźców. Także ogólnie przyjęta liczba 25 kartaczy jest oparta na założeniu, że ten odcinek umocnień Szwedów wspierała co najmniej połowa z 30 lekkich i 20 cięższych dział. Aczkolwiek mogli oni mieć w całej bitwie dział znacznie mniej, bo 70 dział na tym teatrze wojennym nie oznacza, że wszystkich użyto pod Gniewem. Zresztą Szwedzi nie mieli dość artylerzystów, by naraz użyć aż tylu armat.
Tak więc nie dzięki dużej sile ognia, ale dzięki umocnieniom, Szwedzi, pomimo polskich prób, zachowali pozycje w Gronowie.
30 września upłynął spokojnie. Obie strony wzmacniały tylko swoje pozycje obronne – Polacy na wzgórzach i pod nimi (w korytarzu wiślanym) Szwedzi w Gronowie i przed tą wsią. Szwedzi zbudowali szańce i fort w pobliżu tamy i prawdopodobnie też na tamie, dzięki tym szańcom obsadzonym przez artylerię, mieli w zasięgu swoich dział kawalerię polską, która próbowała by zejść ze wzgórza na równinę lub do korytarza wiślanego. W ten sposób Gustaw Adolf ubezpieczył tyły swoich wojsk, którymi planował wejść w głąb korytarza wiślanego.
W nocy z 30 września na 1 października, jeden ze szwedzkich żołnierzy przekradł się z Gniewu do Gustawa Adolfa i poinformował go o fatalnej sytuacji w miasteczku, w którym brakowało już wody ponieważ została ona odcięta. Gustaw Adolf zdecydował się na kolejną próbę przedarcia się do miasta i odblokowania go. Jego plan działań był prosty – odwrócić uwagę Polaków od głównego kierunku uderzenia i przebić się do Gniewu. Główne uderzenie miało iść korytarzem wzdłuż Wisły, a walki wiążące i odwracające uwagę Polaków miały się toczyć na polach między Gronowem a polskimi wzgórzami.
1 października ledwie na pola pod Gronowem zaczęli wychodzić żołnierze szwedzcy, uderzyła na nich chorągiew rajtarów polskich Henryka Szmelinga. Sześciokrotna szarża rajtarów odebrała Szwedom ochotę na wyjście w otwarte pole. Więc: „nieprzyjaciel znaczny wstręt odniósłszy i kilka trupów na placu zostawiwszy, ku swoim szańcom [pod Gronowem] ustąpił”. Odciągnięcie uwagi Polaków od korytarza wiślanego nie powiodło się. Ale Szwedzi nie porzucili planów przebicia się do Gniewu. Ruszyło więc główne uderzenie Szwedów w korytarzu wiślanym. Tam ich spotkała niespodzianka – nowo wzniesione szańce polskie przecinały korytarz w poprzek, blokując drogę do Gniewu. Szańce te obsadziła piechota Mikołaja Judyckiego. Kawaleria polska pozostała na wzgórzach. Wywiązała się walka, Szwedzi mimo wielokrotnych prób, nie byli w stanie przebić się przez polskie pozycje. W końcu nie mogąc zająć polskich szańców wycofali się.
Gustaw Adolf nakazał więc swojej piechocie skryte podejście pod stanowiska polskie na wzgórzach. Szwedzi maszerowali przez zarośla a na dodatek zasłaniali się gałęziami, zabili strażników i weszli na wzgórze i zaczęli się na nim umacniać (z tej strony wzgórza nie było polskich szańców, ponieważ wzgórze było strome i Polakom wydawało się, że samo w sobie może zastąpić szańce, Szwedom pomogło także to że na tym odcinku, było sporo piechoty cudzoziemskiego autoramentu, która wyglądem przypominała szwedzką). Do walki doszło dopiero jak na polskie wzgórze wdarł się nieprzyjaciel,  piechotę polską przejściowo wsparli rajtarzy, rozproszono chwilowo Szwedów, jednak po dłuższej walce polska piechota ustąpiła. Zamiast niej, do szarży ruszyła stojąca jak dotąd w głębi wzgórza husaria. Teren dla szarży był bardzo niedogodny, było tam także mało miejsca. Jazda polska zepchnęła piechotę ze wzgórza i próbowała szarżować po stromym, zarośniętym zboczu, ale na skarpie wiślanej dostała się pod silny ogień szwedzkiej piechoty, który zmusił ją do odwrotu. Straty – „dwie chorągwie i część trzeciej”, czyli dość wysokie. Piechota szwedzka ponownie zajęła wzgórze opuszczone przez Polaków (nie jest pewne, czy doszło do bezpośredniego starcia) i znowu zaczęła wzmacniać swoje pozycje szańcami. Zygmunt III próbował jeszcze odzyskać utraconą pozycję przy pomocy piechoty, jednak bez powodzenia. Po dwugodzinnej zażartej walce, polskiej piechocie skończył się proch i walki ustały. Następnie Zygmunt III wyszedł wraz ze swoim wszystkim wojskiem w pole lecz Szwedzi nie chcieli walczyć w otwartym polu i pozostali w swoich szańcach, Zygmunt III zdecydował więc o powrocie wojska do obozu. Szwedzi także nie pozostali na wzgórzu i wrócili do swojego obozu który znajdował się we wsi Gronowo. Tak więc to był już koniec bitwy. Wojska obu stron wróciły na pozycje wyjściowe. W nocy z 1 na 2 października Polacy zrezygnowali już z rozbicia wroga, ale pozostali ostrożni, wojsko w obozie czuwało całą noc. Natomiast Szwedzi obawiali się zasadzki ponieważ Polacy podpalili folwark Ciepłe. Korzystając z ciemności i opuszczenia przez Polaków pozycji broniących przystęp do Gniewu, Gustaw Adolf wymienił załogę na zamku a łodziami podesłał zapasy. Szwedzi uratowali Gniew ale nie mieli zamiaru kontynuować walk, tak więc gdy 2 października wojsko polskie wyszło w pole, Szwedzi nie ruszyli przeciwko niemu. Pozostali w swoim umocnionym obozie w Gronowie. Więc: „Stało wojsko [polskie] in conspectu [w obliczu] nieprzyjaciela dotąd, aż wozy wszystkie z obozu wyszły”. Polacy ruszyli na północ w stronę Gdańska. Aby osłonić go przed powrotem Szwedów i przy okazji zaopatrzyć się w proch, którego zabrakło.
Bitwa nie zakończyła się pogromem Szwedów dzięki znakomitemu wykorzystaniu przez nich niedogodnego dla jazdy terenu i zbudowanym szańcom.
W sensie taktycznym żadna ze stron nie była w stanie pobić wroga, Na ustąpienie Polaków wpłynęło to, że zwątpili w rozbicie Szwedów (którzy nie chcieli walczyć w otwartym polu) i zmodyfikowali plan osiągnięcia głównego celu – ochrony Gdańska.
1 października 1626 król polski wydał rozkaz odwrotu, a odbicie Gniewu nastąpiło dopiero w 1627 pod dowództwem hetmana Stanisława Koniecpolskiego.

## Po bitwie
Obie strony w trakcie bitwy poniosły bardzo zbliżone straty. Obie strony osiągnęły swoje cele. Z drugiej strony obie armie w trakcie trwania bitwy nie zdołały rozbić swojego przeciwnika. Po zakończeniu bitwy obie armie w pełni zachowały sprawność bojową i gotowe były do dalszych działań.
Po nierozstrzygniętej bitwie Zygmunt III przesunął swą armię do położonego 5 km od Tczewa Czarlina, gdzie okopał się zagradzając Szwedom drogę na Gdańsk.

## Rekonstrukcje historyczne
Co roku organizowana jest rekonstrukcja historyczna tej bitwy pod nazwą „Vivat Vasa!"